# 香港20世紀初歷史
20世紀初，英國對香港的管治逐漸上軌道。
然而中國大陸的局勢不穩定，一直影響着香港。1911年辛亥革命推翻清政府後，中國內地長期動盪不安，很多華人來港避亂:321。同年廣九鐵路全線建成通車:170。
中國雖曾參加第一次世界大戰，但未能藉《凡爾賽條約》收回德國在山東的租借地，加以戰後中國國民黨推行急進的政策，人民充滿愛國思想，排外情緒高漲，故此動盪局面一直持續:321。中國人民力求廢除外國憑藉條約所取得的一切特權，因此實行抵制外國貨，而不安的局勢延及香港:321。

## 城市發展
隨着九龍界限街以北的新界（後劃分為新界和新九龍）在1898年7月1日起租借給香港，香港的發展開始不再侷限於香港島。1903年繼任的第13任香港總督彌敦，便是大力開發九龍半島的佼佼者，包括擴闊及延長羅便臣道（今彌敦道）為半島上的主要大道，及落實興建九廣鐵路，以尖沙咀為終點站。
此外，九龍一帶也吸引私人地產投資。當中以1910年代的九龍灣啟德濱住宅區以及1920年代的九龍塘花園城市，可是都以失敗告終，其中前者改建為香港第一個機場──啟德機場。1937年，政府劃出界限街以北、獅子山以南原屬新界的平坦土地劃作「新九龍」，以作市區用地發展。
香港島方面，在1904年完成的中環填海工程，使中環一帶得到土地繼續發展商業區。而1920年代在灣仔進行填海工程也是頗具規模的。而香港電車的啟用也使維多利亞城以東地區得以發展。

## 社會
1899年，香港政府正式接管新界。當時的新界原居民十分擔憂英國的統治會將他們的傳統社會結構破壞及他們需要歸順於英國的法例，因而部分村民，以屏山鄧氏為首的新界原居民各大氏族，反抗英國的接收行動。於1899年4月，與英軍發生新界六日戰，最終以英軍勝出，村民順服作結。
中華民國成立後，北洋政府對廢除包括香港割讓的不平等條約顯得有心無力，更因為於第一次世界大戰後未能藉《凡爾賽條約》收回德國控制的山東，使排外情緒更為高漲，並蔓延到香港，成為1922年海員大罷工及1925年至1926年省港大罷工的導火線之一。其後工潮雖然得以平息，但國民政府因其後忙於北伐和剿共而無暇考慮取回香港的主權。
另一方面，香港於1908年禁止鴉片，1935年則全面禁娼，對香港治安的改善有一定的成效。

## 經濟
香港除了秉承以往的轉口貿易外，香港工業也開始有所發展。中華民國建立後，省港澳間經濟關系得到進一步發展，粵港、滬港相互投資增多，湧現眾多跨三地的聯號商業如先施公司、永安百貨、大新百貨等。第一次世界大戰後歐洲工業生產受到影響，使香港多了不少工廠，以九龍一帶為多。
1920年代起，香港成為廣東對外貿易的中心，廣東輸往香港貨品除供在地消費的食品和土產品外，還有大量貨品經香港轉出海外。
1930年代，當時全球經濟大蕭條及銀本位貨幣制度受到衝擊，都對香港經濟構成一定影響。1937年，港元正式成為香港法定貨幣。同年抗日戰爭爆發，使香港成為中國大陸的一個重要對外的窗口，大量物資經香港運進中國；戰時直至香港淪陷時期，澳門再重新取代作為廣東對外貿易的中轉地。

## 公共事業及建設

### 交通
20世紀是香港交通出現重大變革的時期，香港的交通開始由個人運輸工具（馬車、人力車和轎子等）改變成集體運輸工具。1898年，天星小輪成立，船費為每位港幣5分（HK$0.05）。1904年，香港電車投入服務，來往堅尼地城至筲箕灣，令市民來往港島沿岸更為方便及享用較便宜的價錢。1910年，九廣鐵路英段通車，為香港首條重型鐵路。九廣鐵路（英段）通車時來往羅湖及尖沙咀。1911年，隨著華段建成，港穗直通車通車，為香港與中國內地的來往更為方便。同年政府利用建築九廣鐵路（英段）後的剩餘物資，建成第二條鐵路沙頭角支線（於1928年停運並拆除）。隨著1900－1910年代鐵路系統的逢勃發展後，香港的鐵路發展停止，直至65年後的地下鐵路計劃開展，香港才有更多的鐵路線增長。
在陸上交通方面，香港一直以馬車、人力車和轎子等個人運輸工具接載乘客。隨著人口增長，這些載客量低的運輸工具追不上時代發展。1920年代，維港兩岸出現多間小型巴士公司開辦巴士路線接載乘客，如1933年開辦的九龍汽車有限公司、1924年開辦的中華巴士、香港大酒店公司、香港電車公司等。這些公司所擁有的巴士皆為單層巴士，載客量一般在30人左右。這是香港陸上交通的雛形，為日後巴士公司的形成帶來穩固的基礎。
1933年，英國政府實施專利權制度，作為殖民地的香港跟隨。1933年6月11日，政府批出為期15年的巴士專營權，政府為免巴士公司在同一區域上各自擁有不同路線而產生惡性競爭，因而將香港島及九龍、新界兩地的專營權分開競投。九巴投得九龍及新界巴士的專利權，而香港島的專利權就則由中巴奪得，其他公司則不獲保留。九龍巴士（一九三三）有限公司及中華汽車有限公司相繼正式成立，各自壟斷兩個地域的巴士服務，並接手其他未獲專利權公司的資產。

### 政府
1899年，香港政府根據《展拓香港界址專條》，接收新界地區。1907年，政府成立理民府，管治新界居民。
1941年以前，華民政務司署主要係通過東華三院和保良局，還有各社團如宗親會及同鄉會等，與民眾保持聯繫；亦密切聯繫行政、立法兩局之華人非官守議員，議員均為香港華人社會之領袖:4-5。

## 對中國的影響
香港亦是新思想傳入中國的窗戶之一。1949年以前，深圳河兩岸的市民可以自由來往。在香港不少華人學習到西洋知識。部份香港年青人受西方教育，因而接受了西方的現代思想。他們對改變中國政治、社會現狀提出了各種不同的主張；在香港發表言論以至付諸實際行動。香港華人在1887年已提出清廷的洋務運動不足自強，是維新運動的先驅。1890年代中起，主張推翻清政府的革命思想亦在香港的華人青年中出現，各種革命組織在香港秘密成立，並且多次在華南發動革命。到辛亥革命以後，香港仍然影響中國政局；民國政府成立之初，有香港人捐錢資助北伐，有些更加入民國政府裡工作。前國民政府外長伍廷芳就是當時香港的名流。在國共合作期間，廣州國民政府曾發動針對英國的省港大罷工，對香港實行封鎖。1927年中國國民黨清黨，部份中國共產黨員逃亡香港秘密集會、辦報支持共產黨運動。香港政府曾一度與國民黨合作，將到港的共產黨遣回。此後，國共兩黨也在香港暗自做情報工作。香港政府對此採取容忍態度，卻絕不容許這些人影響英國對香港的殖民統治，故政治審查報章、電台節目，例如二戰前有些敏感的報紙內容會給明顯遮蓋。亦成立政治部（1995年解散）監視國共兩黨在港的一舉一動。

## 城市風貌

香港旗（1901年至1941年）

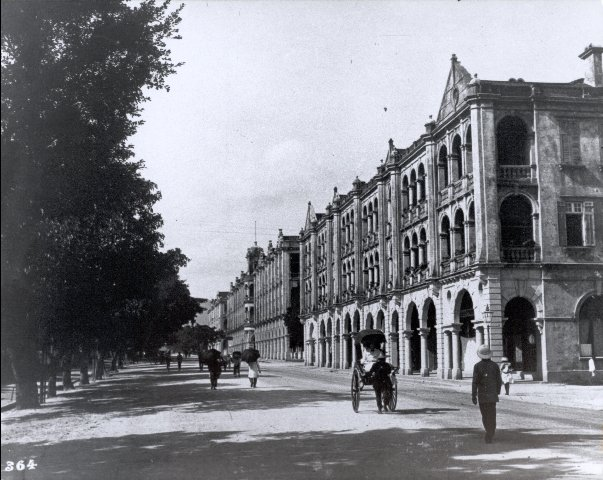
1910年代的彌敦道一帶

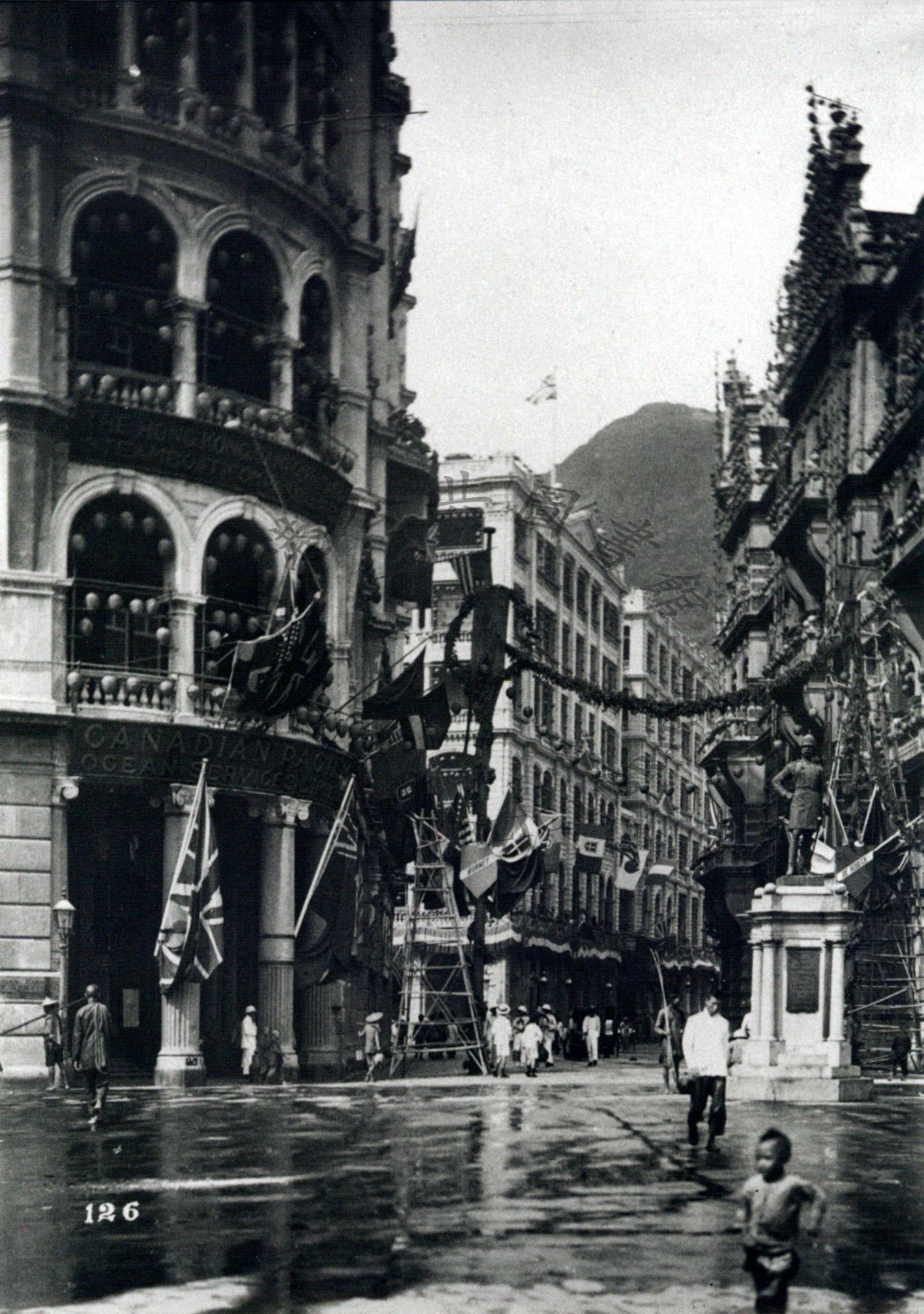
1919年一戰結束，外商在中環一帶大肆慶祝